# Jimmy Raibaud
Jimmy Raibaud (né le 13 novembre 1991 à Cannes) est un coureur cycliste français.

## Biographie
En 2012, il devient Champion de France sur route amateurs, ce qui lui permet d’être stagiaire chez AG2R La Mondiale en fin de saison. Il est une seconde fois stagiaire au sein de l'équipe AG2R La Mondiale en 2014.

### Armée de terre

#### Saison 2015
En 2015, il fait le choix de quitter sa formation et signe un contrat professionnel avec l'équipe cycliste Armée de terre. Sa première saison chez les professionnels est perturbée par un kyste qui l'oblige à se faire opérer durant l'hiver puis, de nouveau, fin avril. Quelques jours plus tôt, il décroche le meilleur résultat de sa saison, une 3e place sur la cinquième étape du Tour du Loir-et-Cher.

#### Saison 2016
Pour sa deuxième saison au sein du peloton professionnel, il décroche une première place d’honneur dès la fin du mois de mars avec une 6e place d'étape sur le Critérium international. Il enchaîne par trois tops 20 au sortir de celui-ci, 16e de Paris-Camembert puis décrochant une 11e et une 16e place d'étape sur le Circuit des Ardennes international. On le retrouve placé début juillet au Portugal sur le Trophée Joaquim-Agostinho (7e d'étape) puis en fin de saison sur le Tour de Vendée (10e).

#### Saison 2017
Il obtient ses meilleurs résultats sous le maillot de l'Armée de terre lors du début de saison 2017. Au cours de cette période, il se classe notamment 11e de la Drôme Classic fin février puis du Grand Prix de Denain mi-avril. Le 21 mai, il conclut le Grand Prix de la Somme à la 10e position. Il se distingue de nouveau sur le Trophée Joaquim-Agostinho, seulement devancé par Daniel Mestre lors la 3eb étape. En fin de saison, il monte sur la troisième marche du podium du Grand Prix des Marbriers.

### CR4C Roanne
À la suite de l'arrêt brutal de l’équipe sponsorisée par l'Armée de terre, il retrouve le peloton amateur pour la saison 2018 en s'engageant pour son ancienne équipe, le CR4C Roanne. Sous ses nouvelles couleurs, il remporte Bordeaux-Saintes, se classe 2e d'une étape du Rhône-Alpes Isère Tour (6e du général) et du Circuit des communes de la vallée du Bédat, 3e d'Annemasse-Bellegarde et retour ou encore 5e du Grand Prix de Luneray, convaincant Groupama-FDJ de le choisir en tant que stagiaire pour la deuxième partie de saison.

## Palmarès et résultats

### Palmarès par année
| - 2009 - Champion PACA sur route juniors - Souvenir Louis-Nucéra - 2e du Trophée de la ville de Loano - 2010 - Souvenir Veyne-Berthet - 2011 - Grand Prix de Chardonnay - 2e du Grand Prix de l’Étoile - 2012 - Champion de France sur route amateurs - Grand Prix de Charvieu-Chavagneux - Circuit des Remparts - Grand Prix de la Saint-Romain - Prix des Vins Nouveaux - 2e du Grand Prix de Briennon - 3e du Grand Prix Souvenir Jean-Masse - 3e du Grand Prix de Luneray - 2013 - Prix de Manziat - 2014 - Grand Prix de la ville de Buxerolles - 2e étape du Rhône-Alpes Isère Tour - 2e étape du Tour de la Creuse - 2e étape de la Classic Jean-Patrick Dubuisson - 3e du Trophée Loire-Atlantique - 3e du Grand Prix de Chardonnay - 3e du Trophée des champions | - 2017 - 3e de l'Essor basque - 3e du Grand Prix des Marbriers - 2018 - Bordeaux-Saintes - Trophée des Champions - 2e étape du Tour de Moselle (contre-la-montre par équipes) - 2e du Circuit des Communes de la Vallée du Bédat - 3e d'Annemasse-Bellegarde et retour - 2019 - 2e étape du Tour du Canton de l'Estuaire - Grand Prix de Blangy-sur-Bresle - 1re étape des Quatre Jours des As-en-Provence - 2e d'Annemasse-Bellegarde et retour - 3e du Tour du Pays Roannais - 2020 - 2e du Trofeu Joan Escolà |  |

### Classements mondiaux
| Année           | 2014 | 2015   |
| --------------- | ---- | ------ |
| UCI Europe Tour | 844e | 1 173e |